# 街道歩きの旅
街道歩きの旅（かいどうあるきのたび）、または街道歩き旅（かいどうあるきたび）は、テレビ東京の土曜スペシャルでかつてレギュラーシリーズとなっていた企画である。

## 概要
毎回3 - 5人・組の芸能人が、駅伝形式で街道を徒歩のみで踏破する旅であり、何かとハプニングやUターンなどがつきものの旅である。第11回以降は、お笑いコンビ1組が加わることがあり、この場合はその1組 + 2人で6日間を担当する。
初回である2008年5月以降、毎年5月頃・11月頃に定期的に放送されていて、現在までに18回放送されている（2016年は、土曜スペシャル自体が「ナイトウ旅行社」を中心としたリニューアルを行っていたため、当企画は放送されなかった）。「ナイトウ旅行社」が事実上終了し、1年5ヶ月ぶりに行われた第17回よりルールを一新。2人1組のペアを3組で6日間を担当する。
開始当初は、徒歩のみで街道を踏破することだけが目的であったが、後述する第6回から第16回は物々交換によってわらしべ長者を目指そうという目的も付け加わっている。なお、この物々交換ルールを切り出した派生企画として、2014年11月8日に『物々交換ふれあい旅』が放送された。
2018年3月10日放送を最後に、街道を徒歩のみで歩く企画は放送されておらず、事実上これが最終回である。なお後に、2021年10月30日に山崎弘也（アンタッチャブル）の冠企画である『ザキヤマの街道歩き旅』が放送されている。ただしこれは、街道を舞台にしている部分は変わりないものの、ミッションで資金を得て食事ができたり、路線バス・タクシーに乗車できるルールとなっているため、当企画とは大きくコンセプトが異なる。

## 旅の基本ルール

### 各回共通のルール
- 移動手段は徒歩のみ
  - 基本的には指定された街道どおりに歩く。街道から逸れて、名勝地などに寄り道をするのは自由だが、寄り道したら元の街道から逸れた場所に戻って先に進む。次の人のことも考えて距離を稼いで歩かなければいけない。
  - 街道が、線路や工場等の私有地になっていて通行できない場合は、迂回して元の街道に戻れるように歩く。
    - 第18回では、中山道が通っていた場所の一部が、八木橋百貨店（埼玉県熊谷市）の店舗内になっていたため、八木橋に撮影許可を得た上で、八木橋の店内（街道が通っていた場所）を通過した。

  - 第15回では、埼玉県と山梨県の県境に雁坂トンネルがあり、トンネル内は歩行者の通行ができず、山道も雪のため通行ができないため、ヒッチハイクによりトンネル部分のみ車の利用が許可された。なお、このトンネル部分は歩行距離（126km）には含まれていない。
  - 第16回では、3日目にカイヤが栂池高原で昼食をとろうとしたが、撮影当時スキーのオフシーズンなどにより飲食店が営業していなかったため、唯一営業していた山頂のレストランに行くため（街道の距離とは関係ないため）、ロープウェイの利用が許可された。
- 1人の芸能人または1組のお笑いコンビ（第16回まで）・1つのペア（第17回以降）につき2日間あり、3人（3組）ならば計6日間、4人（4組）ならば計8日間、5人（5組）ならば計10日間で目的地を目指す。
  - アンカー以外は、2日目に宿を確保した時点で、次の芸能人（第17回以降は、ペアのうち誰か1人）に引き継ぎを行う（その際、次の人を予約した宿泊施設に呼び出すが、その連絡を受けている（仕事中ないし移動中のロケバスの）状況も映ることがある）。
  - アンカーは、回にもよるが概ね17:00 - 18:00頃までの到着が求められている。入場料を徴収する史跡・博物館など閉館時間が決まっている場所ならば、閉館時間までの到着が厳守である（後述する第13回のように、「最終入館時間」ではないこともある）。閉館時間がない場所の場合は日没までの到着が厳守である（第15回で、日没までのクリアが必須であると明確になった[2]）。第16回までは、ゴール直前でのGMとして『栄光の架橋』（ゆず）が流れるのがお約束だった。
    - 第6回は最終日に大雨に見舞われたこともあり、稲村ヶ崎到着が夜間になった。
    - 第7回は規定の日数（6日間）ではゴールの大山山頂到着に失敗（夕方以降の登頂が安全上自粛となっているため）。日程延長によりゴールに到達。
    - 第12回は最終日にU字工事の益子が寝坊するハプニングがあり、その後大雨に見舞われ福田が調子を崩すも、日光市には何とか到達した。しかし、東武日光駅に着いた頃には既に日没後であり、ゴールの日光東照宮には閉館時間（17:00）に間に合わず、中に入ることはできなかった。
    - 第13回はルール上は成功となっている。ただし、金山が2日目に寝坊と、夜遅くの鳥居峠越えを安全上断念したことで目標距離に遠く及ばなかったこと。及び最終日に浅田が道を間違える失態を犯したなどの理由から、閉館5分前の16:55に到着となり、藤村記念館の中に入っての見学はできなかった[3]。
    - 第14回は各旅人がそれぞれの事情（ずんが足場の悪い街道を通過、秋本が夜間の峠越えを断念、大和田が初日に白河駅前の城下町散策に時間を費やす、それらの蓄積で最終日に距離が多く残ったこと）により、到着が夜間になった。
    - 第16回は、アンカーの魔裟斗が方向音痴だったことなどにより思いのほか距離が稼げず、ゴールの松本城に着いたのは閉門（最終入館時間）1分前の16:29になり、危うくではあるが第12回以来のゴール失敗は免れた。
    - 第19回は、アンカーが草野仁と前園真聖によるペアであったが、最終日開始時点で草野に足の爪が剥がれかかるアクシデントが発生。やむなく草野がリタイアとなり、第12回以来の失敗となった。なお、最終日は前園だけで旅自体は続け、日没前にゴールしている。
- 食事と泊まる場所は自分で確保し、取材交渉も自分で行う。これは、『土曜スペシャル』で同じく人気企画である「ローカル路線バス乗り継ぎの旅」と同様である。
  - あらかじめ泊まる場所を調べたり、予約しておく等はできない。仮に行った場所で宿がなければ（宿があったが満室だったり撮影許可が下りない場合も含め）、宿が見つかるまで歩き続ける。
  - 予約でいっぱいないし取材NGなどの理由でホテルが全く確保できないこともあり、第1回（第9日）・第6回（初日）・第15回（初日）ではラブホテルに、第12回ではカラオケボックス（初日）に、第17回では本来はショートステイ目的の施設（初日）に宿泊したケースもある。
    - 第17回で、ルール上ネットカフェでの宿泊は禁止の旨が説明されている。
    - 第5回のデヴィ夫人は泊まる場所が見つからないまま深夜になってしまったため、特例で携帯電話で宿に電話した[4]。結局深夜0時にようやく銚子市内のビジネスホテルを確保した。そのため、翌日は昼頃と遅めのスタートになった。
    - 第15回のどぶろっくは、17km程度歩いた寄居町内にホテルがあったが、17kmでは目標未達で距離を稼げないため通過。目標としていたかんぽの宿寄居が満室と判明し落胆。仕方なくかんぽの宿から先に進んだが、先には全く宿はおろか民家すらほとんどない状態になり、ようやく見つけたラブホテルに到着したときには深夜3時になっていた。こちらも翌日（厳密には宿に到着した当日）は昼頃と遅めのスタートになった。

### 第16回までのルール（物々交換ルール）
- 第6回以降、1日1回、一般人と物々交換を行うことが条件となっていた。最終日の場合は、物々交換をせずに目的地についたとしても、それはゴールとは認められない。最終的な品物は視聴者プレゼントになる（番組公式ウェブサイトで応募）。なお、スタートの品物は、今回旅をする街道に因んだものになっている。

### 第17回からのルール
- 旅人は、2人1組のペアで一緒に旅をする。
  - この新ルールにより、物々交換ルールは廃止され、視聴者プレゼントも廃止された。

以下は、第17回のみのルール。
- ペアのうち誰か1人は、出発直前までもう1人が誰になるのかは知らされていない状態で迎える。
- 旅をする街道の地図が渡されるので、その地図に記されている宿場に立ち寄ったら、地図に丸をつけること。
- 丸をつけていいのは、そこに宿場町があった証拠が見つかった時のみである（宿場後の石碑がある、その宿場を宣伝する看板がある、宿場があったことを示す古文書を持っている人を見つけた等）。

## 放送リスト
断りのない限り、土曜スペシャル内での放送。成否の欄で斜体字になっている回は、放送当時は「失敗」扱いにしていないが、後に「日没前のゴール」が明確化されたことに照らし合わせると失敗に相当することを示している。

### 第1回 - 第16回（個人・お笑いコンビ単位時代）
| 回数 | 放送日         | 番組タイトル                                                        | 踏破する街道                        | 出発地                                               | 目的地                                       | 旅人（ルート） （ルートは出発地→1日目宿泊地→到着地） | 物々交換結果 （スタートの品→最終結果）                                                                  | 成否       |
| ---- | -------------- | ------------------------------------------------------------------- | ----------------------------------- | ---------------------------------------------------- | -------------------------------------------- | --- | --- | ---------- |
| 1    | 2008年5月31日  | 日光街道歩き旅 10日間ふれあい珍道中                                 | 日光街道                            | 日本橋（東京都中央区）                               | 日光東照宮（栃木県日光市）                   | 定岡正二（日本橋→草加→春日部） 浅茅陽子（春日部→春日部→幸手） 三田村邦彦（幸手→古河→小山） 大場久美子（小山→石橋（下野市）→宇都宮） 森末慎二（宇都宮→今市（日光市）→日光東照宮） | ※物々交換 設定なし                                                                                      | 閉館前到達 |
| 2    | 2008年11月15日 | 街道歩き旅 水戸街道 8日間ふれあい珍道中                             | 水戸街道                            | 日本橋（東京都中央区）                               | 偕楽園（茨城県水戸市）                       | 三田村邦彦（日本橋→松戸→柏） カイヤ（柏→取手→牛久） 沢田雅美（牛久→土浦→石岡） 長谷川初範（石岡→小美玉→偕楽園）                                                                  | ※物々交換 設定なし                                                                                      | 閉館前到達 |
| 3    | 2009年6月20日  | 街道歩きの旅 第3弾 甲州街道8日間 ふれあい珍道中                     | 甲州街道                            | 日本橋（東京都中央区）                               | 武田神社（山梨県甲府市）                     | 大桃美代子（日本橋→永福（杉並区）→府中） 三田村邦彦（府中→高尾（八王子市）→上野原） 沢田亜矢子（上野原→上野原→大月） 舞の海秀平（大月→石和温泉（笛吹市）→武田神社）              | ※物々交換 設定なし                                                                                      | 日没前到達 |
| 4    | 2009年11月7日  | 街道歩きの旅 第4弾 中山道8日間 ふれあい珍道中                       | 中山道                              | 日本橋（東京都中央区）                               | 達磨寺（群馬県高崎市）                       | 西川峰子（日本橋→板橋→浦和） 山咲トオル（浦和→大宮→上尾） 元木大介（上尾→熊谷→本庄） なぎら健壱（本庄→高崎→達磨寺）                                                              | ※物々交換 設定なし                                                                                      | 日没前到達 |
| 5    | 2010年6月5日   | 街道歩きの旅 第5弾 日本橋 - 銚子・犬吠埼 136キロ8日間ふれあい珍道中 | 千葉街道 成田街道 佐原街道 銚子街道 | 日本橋（東京都中央区）                               | 犬吠埼灯台（千葉県銚子市）                   | 松本明子（日本橋→小岩（江戸川区）→船橋） 大鶴義丹（船橋→佐倉→成田） ドン小西（成田→佐原（香取市）→小見川（香取市）） デヴィ夫人（小見川→銚子→犬吠埼灯台）                        | ※物々交換 設定なし                                                                                      | 閉館前到達 |
| 6    | 2010年11月6日  | 鎌倉街道歩き旅 高崎 - 鎌倉 160キロふれあい珍道中                    | 鎌倉街道（上道）                    | 高崎城址（群馬県高崎市）                             | 稲村ヶ崎（神奈川県鎌倉市）                   | 角盈男（高崎→本庄→寄居） 中野良子（寄居→寄居→嵐山） 奥山佳恵（嵐山→坂戸→狭山） 内山信二（狭山→久米川（東村山市）→多摩センター（多摩市）） 田中健（多摩センター→大和→稲村ヶ崎）   | 高崎だるま （スタート地点に因み） →ブラジル産の石でできたコースター                                     | 日没後到達 |
| 7    | 2011年4月30日  | 大山街道歩き旅（赤坂 - 大山山頂） 80km6日間ふれあい珍道中           | 大山街道                            | 赤坂御門（東京都港区）                               | 大山阿夫利神社（神奈川県伊勢原市、大山山頂） | ウド鈴木（赤坂→池尻大橋（目黒区）→用賀（世田谷区）） 梅宮アンナ（用賀→溝の口（川崎市高津区）→町田） 玉袋筋太郎（町田→本厚木→大山中腹） ※玉袋は日程延長で大山山頂に到達           | 江戸城の模型 （スタート地点に因み） →石でできたトラの置き物                                             | 失敗       |
| 8    | 2011年11月5日  | 青梅街道歩き旅（新宿 - 甲州）115km6日間ふれあい珍道中               | 青梅街道                            | 新宿追分（新宿三丁目駅付近、東京都新宿区）           | 柳沢峠（山梨県甲州市）                       | 叶美香（新宿追分→阿佐ヶ谷（杉並区）→田無（西東京市）） 三井ゆり（田無→武蔵村山→奥多摩） 川上直子（奥多摩→丹波山→柳沢峠）                                                         | 青梅産の梅干し （青梅街道に因み） →草木染めのマフラー                                                   | 日没前到達 |
| 9    | 2012年5月12日  | 東海道歩き旅!105km 6日間ふれあい珍道中                              | 東海道                              | 日本橋（東京都中央区）                               | 箱根関所（神奈川県足柄下郡箱根町）           | 花田虎上（日本橋→蒲田（大田区）→みなとみらい（横浜市西区）） 北原佐和子（みなとみらい→戸塚→平塚） 照英（平塚→箱根湯本→箱根関所）                                                 | 箱根駅伝のTシャツ （箱根駅伝に因み） →ゴール地点の民芸品である、寄木細工の二つ引                        | 閉館前到達 |
| 10   | 2012年10月27日 | 街道歩き旅!鎌倉街道120km 6日間ふれあい珍道中                        | 鎌倉街道（中道）                    | 古河駅（茨城県古河市）                               | 鶴岡八幡宮（神奈川県鎌倉市）                 | 川上麻衣子（古河→幸手→東川口（川口市）） 佐藤かよ（東川口→赤羽（北区）→二子玉川（世田谷区）） 萩原智子（二子玉川→戸塚→鶴岡八幡宮）                                               | 鳩サブレー （ゴール地点に因み） →4万円相当の自転車                                                      | 日没前到達 |
| 11   | 2013年3月9日   | 房総街道歩き旅120キロ 6日間ふれあい珍道中                           | 房総街道                            | 飯香岡八幡宮（千葉県市原市）                         | 野島埼灯台（千葉県南房総市）                 | 蝶野正洋（飯香岡八幡宮→姉崎（市原市）→木更津） アンガールズ（木更津→八幡（富津市）→安房勝山（鋸南町）） 秋野暢子（安房勝山→館山→野島埼灯台）                                     | タイガーズアイでできたブレスレット （前回の物々交換に因み） →サーフィン関連グッズ5点セット              | 閉館前到達 |
| 12   | 2013年10月26日 | 街道歩き旅12弾 日光例幣使街道 125キロ6日間ふれあい珍道中            | 日光例幣使街道                      | 倉賀野宿閻魔堂前常夜灯（倉賀野駅付近、群馬県高崎市） | 日光東照宮（栃木県日光市）                   | 原田龍二（倉賀野→境町（伊勢崎市）→足利） 新田恵利（足利→佐野→栃木） U字工事（栃木→鹿沼→日光東照宮手前の鳥居） ※既に閉館時間を過ぎていたため、中には入れなかった                  | 金色の高崎だるま （スタート地点に因み） →ゴール地点の民芸品である、益子焼の大皿2枚                      | 失敗       |
| 13   | 2014年5月17日  | 街道歩きの旅中山道110km 下諏訪〜馬籠 6日間ふれあい珍道中            | 中山道                              | 諏訪大社下社（長野県諏訪郡下諏訪町、下諏訪宿）       | 藤村記念館（岐阜県中津川市、馬籠宿）         | 金山一彦（諏訪大社下社→塩尻→奈良井宿(塩尻市）） さとう珠緒（奈良井宿→原野（木曽町）→上松宿（上松町）） 浅田舞（上松宿→野尻宿（大桑村）→藤村記念館）                              | ワカサギの甘露煮 （スタート地点に因み） →木曽杉でできた弁当箱                                           | 閉館前到達 |
| 14   | 2014年10月18日 | 街道歩きの旅奥州街道120km 宇都宮〜郡山 6日間ふれあい珍道中          | 奥州街道                            | 宇都宮城址公園（栃木県宇都宮市）                     | 安積国造神社（福島県郡山市）                 | ずん（宇都宮城址公園→氏家（さくら市）→佐久山宿（大田原市）） 秋本奈緒美（佐久山宿→鍋掛宿（那須塩原市）→新白河（白河市） 大和田獏（新白河→矢吹→安積国造神社）                     | 餃子の形をしたメッセンジャーバッグ （スタート地点に因み） →ウルトラマンが描かれた前掛けと風呂敷のセット | 日没後到達 |
| 15   | 2015年5月16日  | 街道歩きの旅秩父往還126km 熊谷〜甲府 6日間ふれあい珍道中            | 秩父往還                            | かめの道公園（埼玉県熊谷市）                         | 武田神社（山梨県甲府市）                     | どぶろっく（かめの道公園→皆野→和銅鉱泉（秩父市）） 川野太郎（和銅鉱泉→荒川（秩父市）→大滝（秩父市）） 片岡安祐美（大滝→笛吹温泉（山梨市）→武田神社）                             | 「あついぞ!熊谷」Tシャツ （スタート地点に因み） →駒田徳広（横浜ベイスターズ時代）のレプリカユニフォーム | 日没前到達 |
| 16   | 2015年11月14日 | 街道歩きの旅千国街道120km 糸魚川〜松本 6日間ふれあい珍道中          | 千国街道 （塩の道）                 | 日本海展望台（新潟県糸魚川市）                       | 松本城（長野県松本市）                       | あばれる君（日本海展望台→塩の道温泉（糸魚川市）→下里瀬温泉（小谷村）） カイヤ（下里瀬温泉→栂池高原（小谷村）→大町） 魔裟斗（大町→穂高温泉（安曇野市）→松本城）                   | 謙信公 義の塩 （塩の道に因み） →チョイ不良ライダーお手製のオートバイ用ヘルメット                        | 閉門前到達 |

### 第17回以降（ペア時代）
| 回数 | 放送日                      | 番組タイトル                                               | 踏破する街道 | 出発地                               | 目的地                                           | 旅人（ルート） （ルートは出発地→1日目宿泊地→到着地） | 成否                  | 備考                                                                                |
| ---- | --------------------------- | ---------------------------------------------------------- | ------------ | ------------------------------------ | ------------------------------------------------ | --- | --------------------- | ----------------------------------------------------------------------------------- |
| 17   | 2017年4月29日               | 街道歩き旅日光街道100km 日本橋〜宇都宮 6日間ふれあい珍道中 | 日光街道     | 日本橋（東京都中央区）               | 宇都宮城址公園（栃木県宇都宮市）                 | かたせ梨乃・佐藤仁美（日本橋→梅島（足立区）→越谷） 安藤美姫・じゅんいちダビッドソン（越谷→久喜→古河） 風間トオル・えなりかずき（古河→小山→宇都宮城址公園）                                                                   | 日没前（18:00前）到達 |                                                                                     |
| 18   | 2017年8月15日 （火曜）      | 熊谷〜軽井沢90km 中山道街道歩き旅 ガチンコふれあい6日間    | 中山道       | 熊谷桜堤付近（埼玉県熊谷市、熊谷宿） | 旧三笠ホテル（長野県北佐久郡軽井沢町、軽井沢宿） | 風間トオル・石黒英雄（熊谷宿→深谷宿（深谷市）→新町宿（高崎市）） 中川翔子・サンシャイン池崎（新町宿→高崎宿（高崎市）→板鼻宿（安中市）） 亀田興毅・把瑠都（板鼻宿→坂本宿（安中市）→旧三笠ホテル）                             | 閉館前到達            | 火曜日の2時間特番として放送。 テレビ東京・テレビ北海道・テレビせとうちの3局で放送。 |
| 19   | 2018年1月1日 （月曜、祝日） | 街道歩き旅!新春SP 新宿〜富士山110キロ                      | 甲州街道     | 新宿（東京都新宿区）                 | 北口本宮冨士浅間神社（山梨県富士吉田市）         | 真琴つばさ・バービー（フォーリンラブ）（新宿→調布→立川） スギちゃん・把瑠都（立川→高尾（八王子市）→上野原） 草野仁・前園真聖（上野原→大月→北口本宮冨士浅間神社） ※草野が最終日にリタイアのため失敗。旅自体は前園のみで続行。 | 失敗                  | 正月昼の2時間特番として放送。 テレビ東京のみで放送。                                |
| 20   | 2018年3月10日               | 龍馬が目指した明治維新への道 伊豆・下田街道101.3キロ       | 下田街道     | 小田原宿（神奈川県小田原市）         | まどが浜海遊公園（静岡県下田市）                 | 宮川一朗太・おかずクラブ（小田原→箱根宿→三島宿） 金子貴俊・中山エミリ（三島宿→大仁→伊豆天城） 把瑠都・スギちゃん（伊豆天城→小鍋峠→下田）                                                                                     | 成功                  | 2時間半スペシャル（18:30 - 20:54）                                                  |

## スタッフ
第17回放送分
- ナレーター：槇大輔
- 構成：中丸智司、清隼一郎
- 撮影：大鋸玄記
- VE：山口聡
- 音声：片山健
- 編集：小川洋行
- MA：宮嶌宏道
- 音効：江連隆太郎
- 番宣：長江璃奈（テレビ東京）
- 技術協力：千代田ビデオ、テクノマックス
- AD：町田賢治、栗栖竜、手島梨絵
- AP：笠原由貴
- 制作協力：Oidooon
- ディレクター：大野寿之、井上陽二郎
- 演出：木戸隆文
- プロデューサー：高橋伸幸
- チーフプロデューサー：中居義孝
- 製作：テレビ東京、PROTX

過去のスタッフ
- 構成：兵頭潤、政宗史子、弓場伸治（第6 - 8,10 - 13回）
- 撮影：高師専吉（第13回）、新井直樹（第13回）、小村以織（第8,13回）谷口知己（第8回）、木戸康治、中馬越直人( - 11回)、杠政寛（第11回・第10回はディレクター）、松下謙二（第12回）、城戸康治、中村裕介（第12回、? - 第11回はディレクター担当）
- 音声：富成英貴（第8回）小笹直樹（第7,10 - 13回）、永井充（第13回）
- 照明：高橋勇士（第7回）、牛越宏明（第8回）、増田直人（第8回）、安間知子（基本的には照明を担当する。第8回は撮影・第10回は音声）、田村裕（第10,11回）、春本一大（第12回）、瀬尾慎太郎（第12回）
- 編集：井上達生（第8回）、本郷孝之、庄司裕幸（第6,7,10回）、小川洋行（第12回）
- MA：大矢研二（第8回）、武田明資（第6,7,10回）、大前智浩（第11回）
- 番宣：外池由美（第6,7回）
- 撮影協力：セイコースポーツライフ
- AD：田口稔大（第8回）、東山紗也、染谷薫、山田翔太（第11,12回）、山本詩織（第12回）
- ディレクター：青山海太（第7回）、祖山聡、長谷川たかし、高橋伸幸、辻章太郎（第10,12,13回・第11,13回はディレクター）、渡邊展久（第8,11 - 13回・第10回は演出、撮影担当回あり）、柳川邦顕（第10,12,13回・第6,7回はAD、第11回は撮影）
- 演出：井上雅晴（第8,9,11回・第7回までディレクター、第10回のみプロデューサー）藤掛匡史（第6,7,12,13回）
- プロデューサー：越山進
- プロデューサー → チーフプロデューサー：田中智子
- チーフプロデューサー：斎藤勇